# Margaret Furse
Margaret Furse, nata Alice Margaret Watts (Londra, 18 febbraio 1911 – Kensington, 5 settembre 1993), è stata una costumista britannica.

## Biografia
Moglie di Roger K. Furse, da cui prese il cognome, vinse un Premio Oscar (1970) e ha ottenne altre cinque volte la candidatura: nel 1952, nel 1965, nel 1969, nel 1971 e nel 1972.